# Cruzeiro do Sul (Acre)
Cruzeiro do Sul és un municipi situat al riu Juruá a l'oest de l'estat brasiler d’Acre. És la segona ciutat més gran d’aquest estat.
Limita al nord amb l'estat d’Amazones, al sud amb el Perú, a l'est amb el municipi de Porto Walter, a l'oest amb el municipi de Rodrigues Alves, al nord-oest amb el municipi de Tarauacá i al nord-oest pel municipi de Mâncio Lima.
El municipi conté el 23% de les 846.633 ha del Parc Nacional Serra do Divisor, creat el 1989.

## Geografia
L'àrea urbana de Cruzeiro do Sun té 24.794 km².

### Clima
Tot i que la ciutat té un clima tropical típic d’Acre i la regió amazònica (Köppen Am, limitant amb Af, ja que juliol rep poc menys de 6 mm de pluja) destaca pels esporàdics períodes de fred que normalment no es troben a les zones equatorials baixes. La temperatura ha baixat dues vegades per sota de 2.4°C, una vegada al maig i una altra al novembre. La temperatura més freda mai registrada és de 2.2°C i la més càlid va ser de 43.3°C. El mes més càlid per temperatura mitjana és octubre, amb 26.0°C, mentre que el mes més càlid per màxima mitjana és setembre amb 32.8°C. Els mesos més freds per la temperatura mitjana són juny i juliol amb 24.8°C, mentre que el mes més fresc per mitjana mínima és juliol a 18.6°C. La temperatura mitjana anual és 25.6°C. La temperatura mitjana alta és 31.8°C, i tots els mesos tenen una mitjana màxima per sobre de 30°C. Això, combinat amb l'alta humitat durant tot l'any, provoca dies sufocants.
Cruzeiro do Sul rep 2167,4 mm de mitjana anual i té una estació humida que generalment cau entre octubre i abril i una estació més seca de juny a setembre. Març, rebent 292,6 mm de pluja de mitjana, és el mes més plujós; mentre que juliol és el mes més sec, amb només 59.1 mm de pluja. L'estació humida té 14-18 dies de precipitació de mitjana, mentre que l'estació seca té de mitjana 6-8 dies de precipitació. Març té els dies de més precipitació i juliol i agost els de menys. La humitat és alta durant tot l'any, però cau per sota del 80% de juliol a setembre. Fins i tot per a una ubicació de la selva tropical, el sol és inusualment baix, i la ciutat només rep una mitjana de 1337,5 hores de sol anuals. Això és fins i tot més baix que llocs com Londres. En comparació, Manaus rep 1.774,8 hores de sol, tot i ser més humit. La insolació és més baixa de gener a març i puja durant l'estació seca. Juliol és el mes més assolellat, amb 182,3 hores de sol.

## Economia i edificis

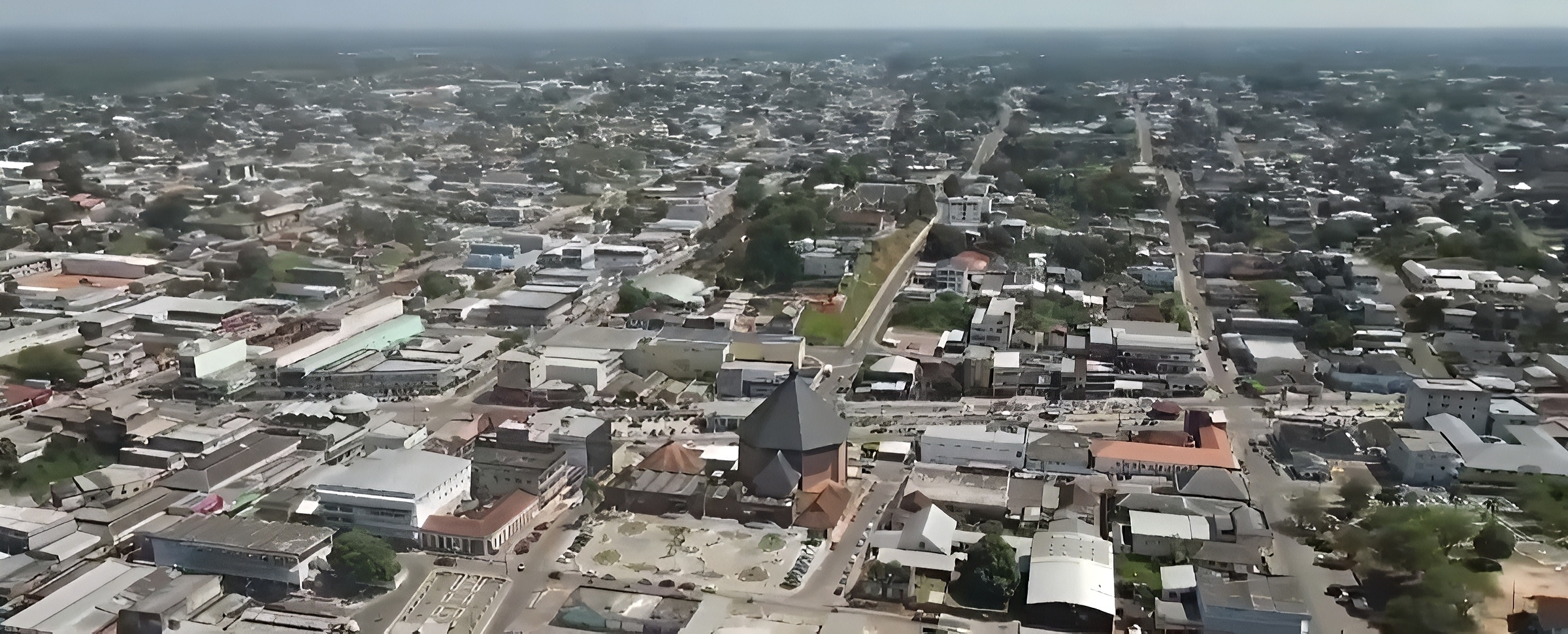
Ciutat de Cruzeiro do Sul, Brasil

La principal activitat econòmica del municipi és l'extracció i exportació de cautxú, com la majoria de l'estat d’Acre. Aquest negoci va atreure molts immigrants al segle xx, inclosos els alemanys. De menor importància és el cultiu de les mercaderies de mandioca, cafè i l'arròs. La ciutat també funciona com a centre comercial regional.
Una de les estructures més destacades del segle xx de la ciutat és la Catedral de Nossa Senhora da Glória. La parròquia va ser fundada l'any 1915 per sacerdots espiritans, que van establir la primera església de la vall de Juruá. Amb més pobladors, el territori es va dividir l'any 1930 i es van assignar sacerdots alemanys a aquesta zona de l'Alt Juruá.
La seva influència es va mostrar en el disseny de l'actual catedral, que es va iniciar l'any 1957; es va inaugurar el 1965. Es diu que la seva estructura del sostre és semblant a una església de Colònia, Alemanya. El sostre va ser construït in situ i aixecat pels treballadors. L'any 2015 es va celebrar el centenari de la parròquia amb una exposició de fotografies històriques i conferències relacionades.

### Transport
La ciutat és servida per l'aeroport internacional de Cruzeiro do Sul. La població es troba a uns 630 quilòmetres de Rio Branco per carretera, a través de la BR-364.

## Galeria

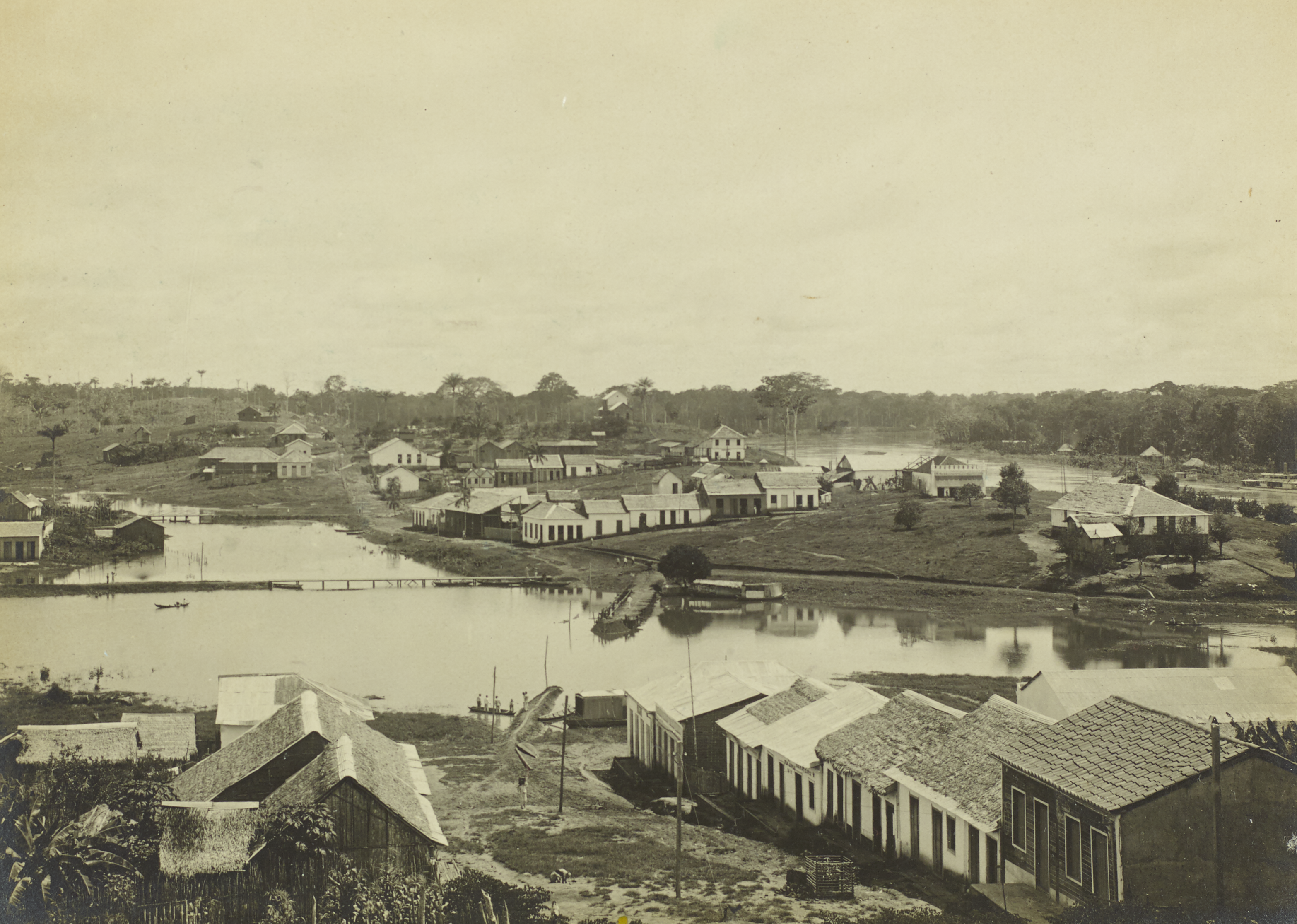
Cruzeiro do Sul el 1906
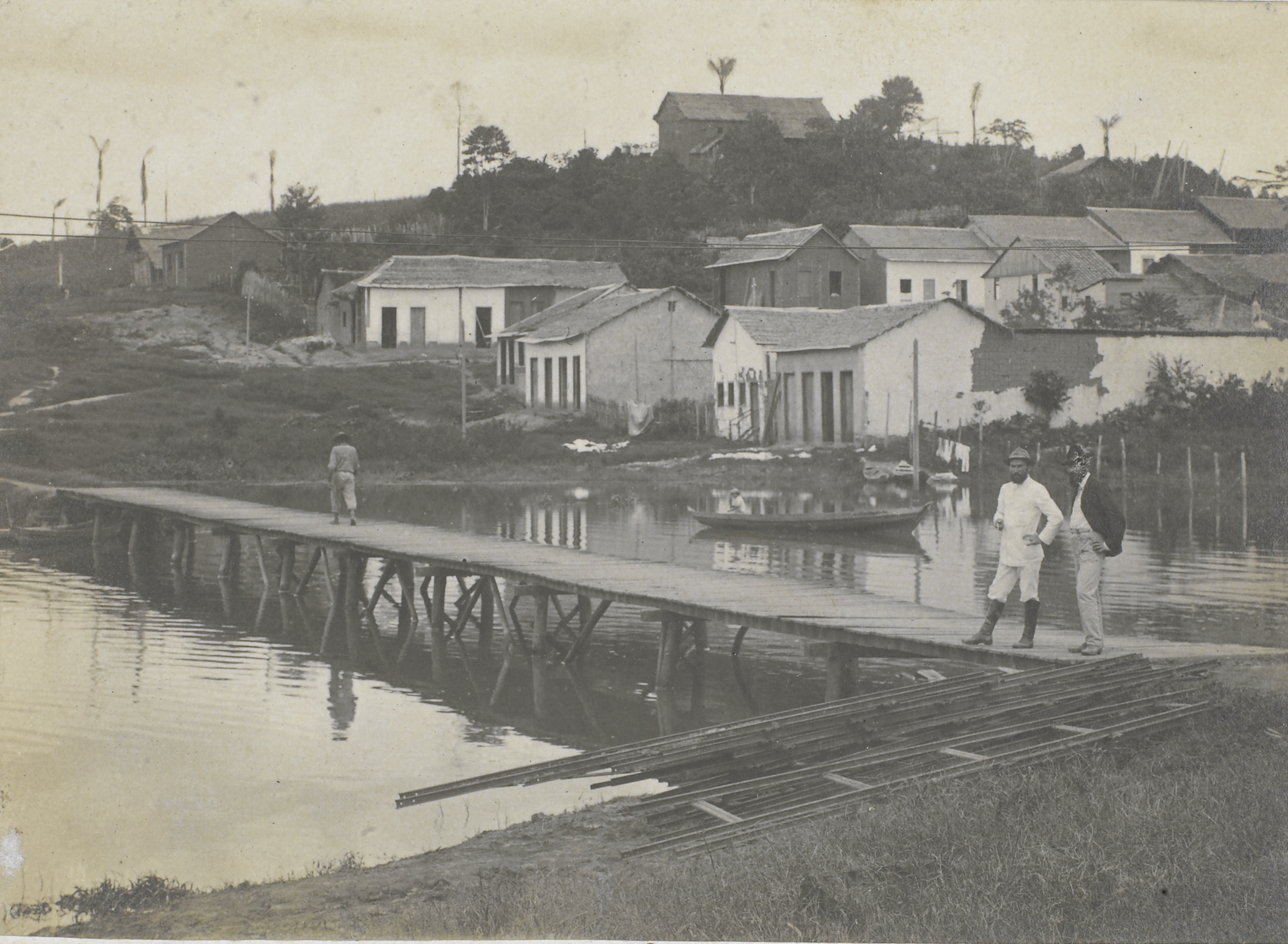
Cruzeiro do Sul el 1909
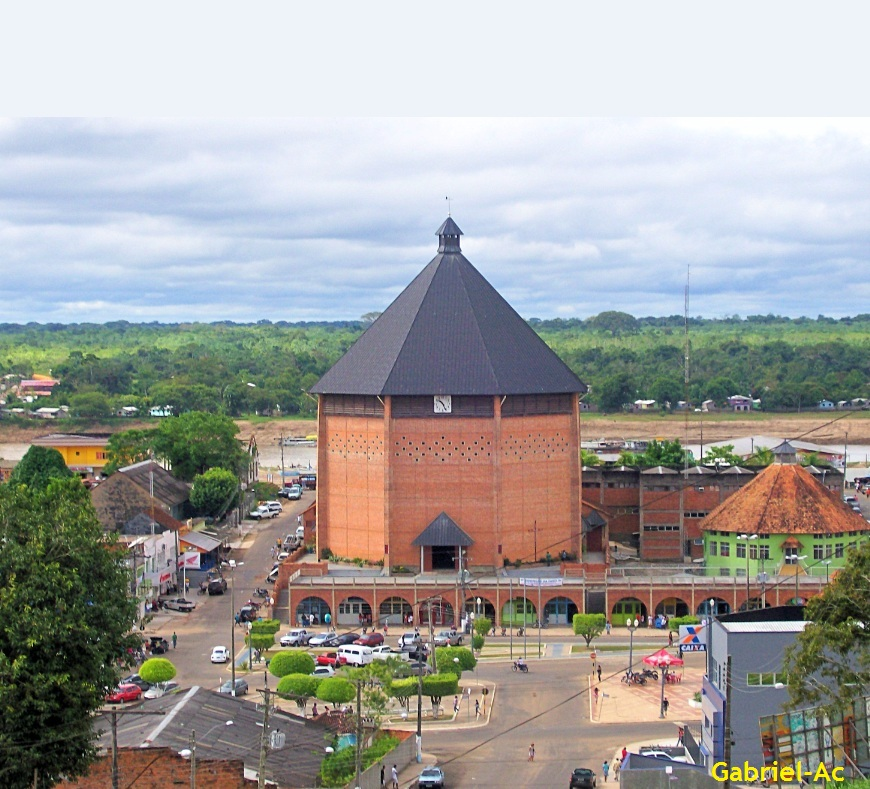
Catedral de Nossa Senhora da Glória, Brazil
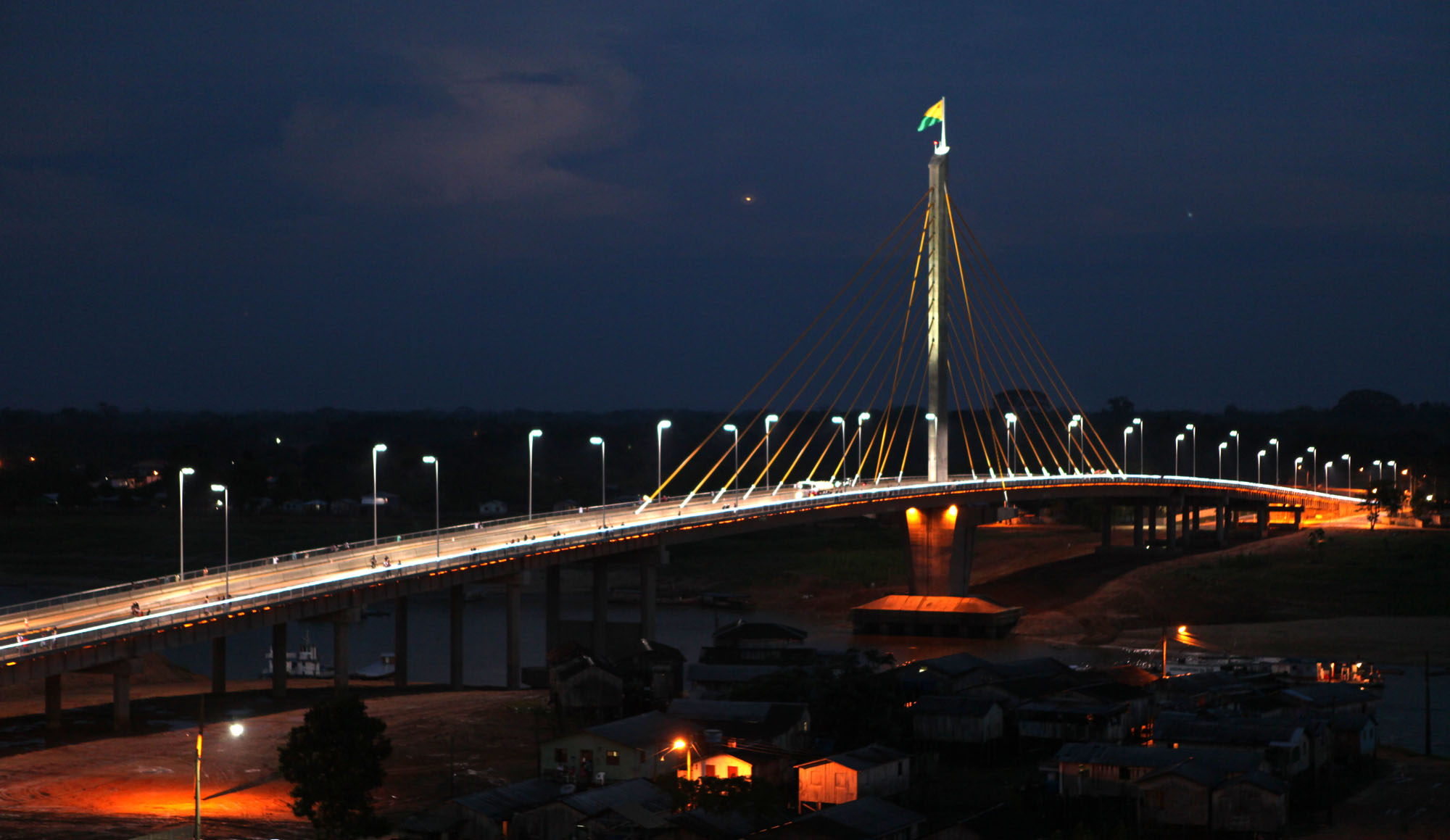
El pont de la Unió (portuguès: Ponte da União) a Cruzeiro do Sul va fins a la capital de l'estat Rio Branco, a través de la BR-364, Brasil
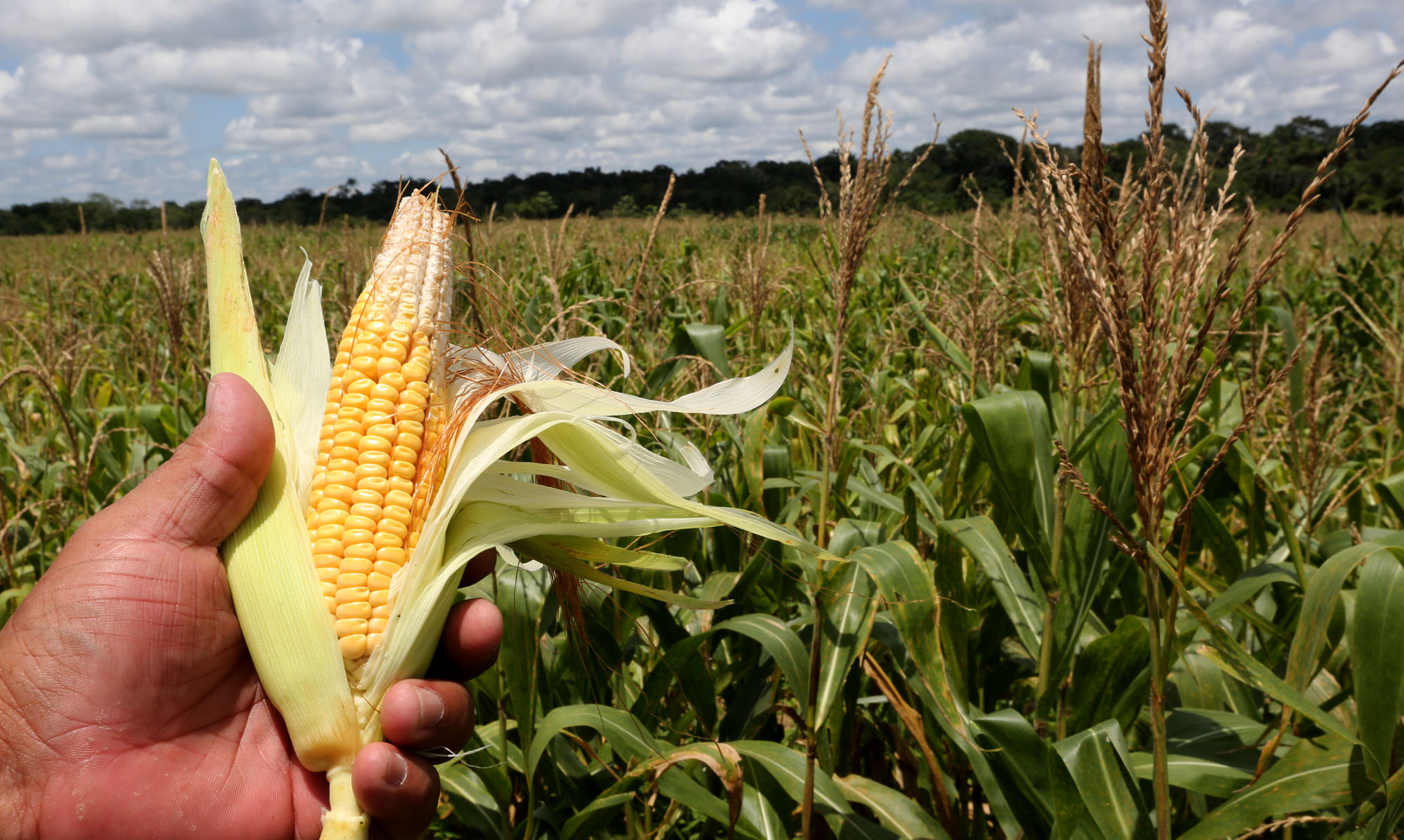
Les plantacions de blat de moro i coco són comunes a Cruzeiro do Sul i als voltants.
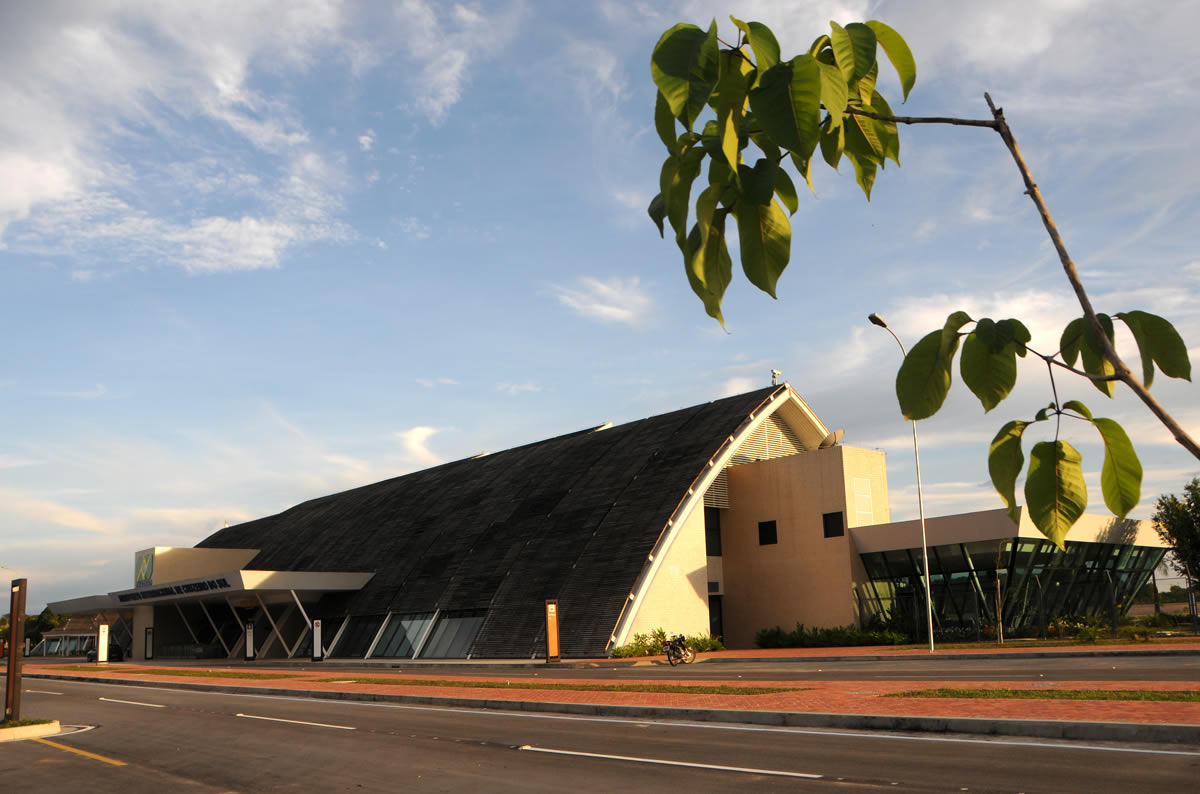
Aeroport internacional de Cruzeiro do Sul, Brasil
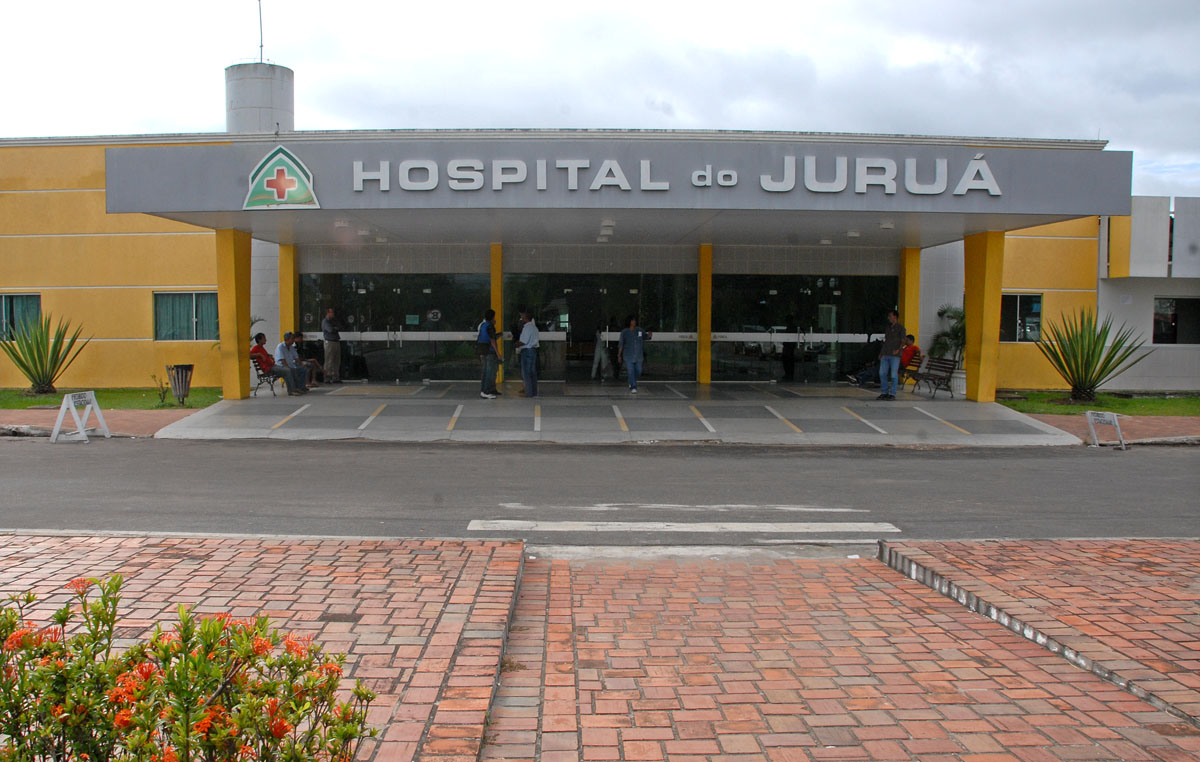
Hospital de Juruá